# Елецкое сельское поселение (Тверская область)
Еле́цкое се́льское поселе́ние — упразднённое муниципальное образование в составе Селижаровкого района Тверской области.
На территории поселения находятся 23 населенных пунктa. Центр поселения — село Ельцы.
Образовано в 2005 году, включило в себя территорию Елецкого сельского округа. Законом Тверской области от 17 апреля 2017 года было упразднено и включено в Большекошинское сельское поселение.

## Географические данные
Общая площадь: 135,5 км²
Нахождение: юго-восточная часть Селижаровского района
- Граничит:
  - на севере — с Большекошинским СП
  - на востоке — со Старицким районом, Орешкинское СП и Луковниковское СП
  - на юго-востоке — с Ржевским районом, СП Шолохово
  - на юго-западе — с Оковецким СП.

Юго-западной границей поселения является река Волга, северной — река Малая Коша.
Поселение пересекает автодорога «Ржев—Селижарово—Осташков».

## История
Первое упоминание села в летописях относится к 1494 году.
С образованием в 1796 году Тверской губернии территория поселения вошла в Ржевский уезд.
В XVI—XVII веках относилось к волости Ельца Ржевского уезда Московского государства.
В середине XIX века Ельцы — крупное торговое село, относилось к одноименной волости Ржевского уезда Тверской губернии.
В 1859 в селе 107 дворов, 704 жителя, в 1883—190 дворов, 905 жителей, земское училище, кожевенный завод, 2 красильни, сапожная и портняжная мастерские, кузница; 4 ярмарки в год.
В 1918-25 Ельцы — центр одноименной волости и сельсовета Ржевского уезда. По переписи 1920 — 249 дворов, 1025 жителей.
В 1929-30 годах село было центром Ельцовского района в составе Ржевского округа Западной области. С 1935 года в составе Кировского района Калининской области.
В 1940-50-е годы на территории поселения существовали Елецкий сельсовет Кировского района и Мелентьевский сельсовет Луковниковского района Калининской области
Во время Великой Отечественной войны в селе шли ожесточённые бои.
В 1970-80-е годы — центральная усадьба колхоза «Россия».

## Население
На 01.01.2008 — 376 человек.  По переписи 2010 — 348 человек.

## Населенные пункты
На территории поселения находятся следующие населённые пункты:
| №  | Тип нп | Название     | Население (2008 год) |
| -- | ------ | ------------ | -------------------- |
| 1  | село   | Ельцы        | 239                  |
| 2  | дер.   | Бортники     | 7                    |
| 3  | дер.   | Борисово     | 8                    |
| 4  | дер.   | Васильевское | 18                   |
| 5  | дер.   | Дор          | 0                    |
| 6  | дер.   | Ильино       | 11                   |
| 7  | дер.   | Коробово     | 2                    |
| 8  | дер.   | Крючье       | 9                    |
| 9  | дер.   | Ленино       | 9                    |
| 10 | дер.   | Манухино     | 0                    |
| 11 | дер.   | Мелентьево   | 48                   |
| 12 | дер.   | Митьково     | 5                    |
| 13 | дер.   | Митино       | 4                    |
| 14 | дер.   | Петренево    | 0                    |
| 15 | дер.   | Попково      | 0                    |
| 16 | дер.   | Рожково      | 0                    |
| 17 | дер.   | Рябово       | 7                    |
| 18 | дер.   | Сидорово     | 0                    |
| 19 | дер.   | Сысоево      | 0                    |
| 20 | дер.   | Тверицы      | 3                    |
| 21 | дер.   | Фуники       | 0                    |
| 22 | дер.   | Щуряевка     | 4                    |
| 23 | дер.   | Юркино       | 2                    |

В 1998 году исключена из учетных данных деревня Терехи.

## Известные люди
В селе Ельцы родился Герой Советского Союза Иван Петрович Югалов.